# American mammoth donkey
American mammoth jackstock, ou Jumento mamute americano, é uma raça de asno originária dos Estados Unidos, e que surgiu à partir do cruzamento entre várias raças de grande porte europeias. É atualmente a maior raça de jumento do mundo. Os machos medem em média 142 cm na cernelha, e as fêmeas cerca de 137 cm. A raça foi desenvolvida para trabalho, e teve criação iniciada entre o século XVIII e XIX.
O seu nome científico é ''Equus asinus''.

'''Características Físicas'''

Essa espécie não possui uma variedade de coloração muito grande, e é exatamente por isso que podemos dizer que quase todos os exemplares possuem o pelo bem preto ao longo de todo o corpo, com a parte do rosto e da barriga com uma mancha branca típica. Esse é um animal que possui duas cores, sendo que as manchas brancas sempre podem ser encontradas nesses locais que citamos. 

Esse é um asno de porte grande, já que ele pode chegar a medir 1,42m na fase adulta no caso do macho e 1,37m na fase adulta no caso da fêmea. Assim, esse animal é algumas vezes maior do que muitos seres 

Algo interessante é justamente o fato de que essa é a maior raça de jumento que podemos encontrar na natureza, o que significa basicamente que não existe nenhum outro jumento ou asno no mundo que seja maior do que essa espécie, confirmando o que dissemos anteriormente sobre o seu grande porte. 

'''História da Raça'''

Essa espécie surgiu entre os séculos XVIII e XIX nos Estados Unidos, o que significa que foi essa a época em que a criação desse animal começou ao longo de todo o país. 

A verdade é que muitas pessoas não sabem exatamente qual é a utilidade que a espécie possuía naquela época, já que ela era justamente vista como uma ferramenta de trabalho, e não como um animal de maneira propriamente dita. 

Essa raça foi desenvolvida com o passar do tempo com o intuito de trabalhar, e por isso era comum ver animais dessa espécie carregando grandes pesos, principalmente produtos que deveriam ser levados para diversas fábricas ao redor de todos os Estados Unidos. 

'''Nome Popular'''

O nome popular de um ser vivo muda de acordo com o país e o idioma que está sendo levado em consideração, e é por isso que podemos dizer que o nome popular dessa espécie nos Estados Unidos é american mammoth donkey, mas no Brasil o nome popular dela é jumento mamute americano, que seria justamente uma tradução livre do nome em inglês.